# Henry Winston Newson
Henry Winston Newson (26 novembre 1909, Lawrence, Kansas - 14 mai 1978, Durham, Caroline du Nord) est un physicien et physicien nucléaire américain, connu pour ses recherches sur les résonances nucléaires et comme l'un des co-inventeurs du système de contrôle utilisé dans les réacteurs nucléaires.

## Biographie
Ses parents sont les professeurs de mathématiques Henry Newson et Mary Newson. Henry Winston Newson obtient en 1931 un B.Sc. en chimie de l'université de l'Illinois à Urbana-Champaign et en 1934 avec un doctorat en chimie de l'université de Chicago sous la direction de William Draper Harkins. Henry Newson épouse Meta F. Thode en 1934. Le couple passe deux ans de 1934 à 1936 au laboratoire national Lawrence-Berkeley. Là, il travaille comme chercheur en assistant Ernest Orlando Lawrence dans la construction du cyclotron du laboratoire,. À l'université de Chicago de 1936 à 1941, Newson est instructeur, d'abord en chimie, puis en physique. De 1941 à 1943, Henry Newson est physicien principal au laboratoire métallurgique (Met Lab) de l'université de Chicago, où, en décembre 1942, la première réaction nucléaire en chaîne contrôlée est produite. De 1943 à 1944, il est chef de section au Laboratoire national d'Oak Ridge). Il est, de 1944 à 1945, expert technique au Complexe nucléaire de Hanford et de 1945 à 1946 chef de groupe au Los Alamos National Laboratory, lors du développement de la bombe atomique. De 1946 à 1948, il est physicien en chef au laboratoire national d'Oak Ridge. En 1948, il est professeur titulaire au département de physique de l'université Duke.
Newson préside le département de physique de l'université Duke de 1973 à 1975. Il est professeur de physique dans cette université et directeur de TUNL jusqu'à sa mort en 1978. Son successeur à la direction de TUNL est son ancien doctorant, Edward Bilpuch  (1927–2012). Il a aussi comme doctorants John H. Gibbons et Myron L. Good.
Newson est élu en 1960 membre de la Société américaine de physique. À sa mort, la famille Newson crée le Henry W. Newson Lecture Series Fund à l'Université Duke. L'université créée une chaire de physique Henry Newson (actuellement détenue par Haiyan Gao).